# O Fotógrafo
O Fotógrafo é um filme brasileiro de 1980, dirigido por Jean Garrett.

## Sinopse
O filme conta a história de um fotógrafo inconsequente que se apaixona por uma estudante de sociologia da USP.

## Elenco[1]
- Patrícia Scalvi .... Patrícia
- Alvamar Taddei
- Aldine Müller .... Leninha (atriz convidada)
- Meiry Vieira .... Leila
- Roberto Miranda .... Dênis
- Andreia Camargo .... Diana
- Claudete Joubert .... Laura
- Loire William Martyniak
- Maristela Moreno
- Misaki Tanaka .... Adelaide
- Carlos Casan
- Castor Guerra .... Marcos